# Graminorthezia minor
Graminorthezia minor är en insektsart som först beskrevs av Morrison 1925.  Graminorthezia minor ingår i släktet Graminorthezia och familjen vaxsköldlöss.
Artens utbredningsområde är Kuba. Inga underarter finns listade i Catalogue of Life.